# 宇文述
宇文 述（うぶん じゅつ、生年不詳 - 大業12年10月6日（616年11月20日））は、中国の隋の武将・政治家。字は伯通。本姓は破野頭（費也頭）。本貫は代郡武川鎮（現在の内モンゴル自治区フフホト市武川県）。子に宇文化及・宇文智及・宇文士及。

## 経歴
その祖先は北周の宇文氏とは別系統で、本姓は破野頭氏。匈奴もしくは高車の当僕部に属し、宇文逸豆帰の配下となったことから宇文氏を称したという。
北周の上柱国・大宗伯の宇文盛の子として生まれた。北周の武帝のとき、父の軍功により開府に任じられた。宇文護に信任され、本官のまま親信を領した。武帝が親政をはじめると、召されて左宮伯となり、英果中大夫に累進し、博陵郡公に封じられた。まもなく濮陽郡公に改封された。
楊堅が丞相となると、尉遅迥が相州で乱を起こしたため、宇文述は行軍総管として兵3000を率い、韋孝寛の下で尉遅迥を攻撃した。河陽に進軍し、尉遅迥の部将の李雋を懐州で撃破した。また諸将とともに尉遅惇を永橋に攻め、宇文述は先鋒に立って敵陣を陥落させた。尉遅迥の乱が平定されると、戦功により上柱国に任じられ、爵位は褒国公に進んだ。
開皇元年（581年）、隋が建国されると、右衛大将軍に任じられた。開皇9年（589年）、南朝陳の平定にあたって、行軍総管として3万を率い、六合から長江を渡った。韓擒虎と賀若弼が丹陽に進軍すると、宇文述は石頭城に入ってその後詰めとなった。南朝陳の後主が捕縛された後、蕭瓛と蕭巌が東呉の地に拠って抵抗を続けた。宇文述は元契や張黙言らを従えて蕭瓛を太湖に破った。このころから宇文述は晋王楊広に接近するようになり、子の宇文士及が南陽公主を妻に迎えた。開皇20年（600年）、楊広が皇太子となると、宇文述は太子左衛率となった。
仁寿4年（604年）、煬帝が即位すると、左衛大将軍に任じられ、許国公に改封された。大業3年（607年）、開府儀同三司の位を加えられた。鉄勒に敗れた吐谷渾が隋に救援を求めると、煬帝の命により宇文述は西平の臨羌城に駐屯した。吐谷渾は宇文述の兵をおそれて帰順しようとせず、西方に遁走した。宇文述は梁元礼・張峻・崔師らを率いて追撃し、曼頭城に進軍して落城させた。勝勢に乗じて赤水城に進み、またこれを抜いた。残党が丘尼川にのがれたが、宇文述はさらにこれを破り、吐谷渾の男女4000人を捕らえて凱旋した。翌大業4年（608年）、煬帝の西巡に従い、その先触れとなり、張掖に侵攻した吐谷渾を撃破した。江都宮に帰還すると、蘇威とともに人材の選挙をつかさどり、朝政に参与した。煬帝の信任をえて朝廷で勢威をふるい、朝廷で評議において宇文述に反対する文武百官は誰も出なかった。また、珍宝や良馬を蒐集して、それらを献上する者は後が絶えなかったように豪奢をほこった。また、「宇文述墓誌」には大業6年（610年）に江都で水軍の訓練を行ったことが記されている。
大業8年（612年）の第1次高句麗遠征において、宇文述は扶余道軍将となり、隋の大軍を率いて鴨緑江を渡り、高句麗の乙支文徳と会戦した。乙支文徳は宇文述の軍に糧食が不足していることを見抜いてその疲労を誘った。宇文述は1日7戦して勝利におごり、平壌城まで30里の薩水に進んだ。乙支文徳が偽降の使者を立てたため、疲労しきった隋軍の士気は弛緩した。隋軍の半ばが薩水を渡ったころ、乙支文徳は後方から隋軍を攻撃し、これを大いに破った。隋軍は一日一夜で鴨緑江の線まで潰走した。高句麗に遠征した隋の九軍30万5000人のうち、遼東城に帰還したのはわずか2700人にすぎなかったといわれる（薩水の戦い）。煬帝は激怒し、宇文述らが東都洛陽に帰還すると、官爵を削って庶人に落とした。
大業9年（613年）、煬帝が再び高句麗遠征を起こすと、宇文述は官爵をもどされ、将軍の楊義臣らとともに再び鴨緑江を渡った。楊玄感が乱を起こしたため呼び戻され、衛玄・来護児・屈突通らとともに楊玄感を包囲した。楊玄感は関中方面に転進しようとしたが、宇文述は閿郷皇天原で楊玄感に追いつき、これを大いに破った。楊玄感が斬られると、再び高句麗戦線に復帰し、懐遠までいたったのちに帰還した。
大業11年（615年）、煬帝が雁門で突厥に包囲されると、宇文述は包囲を強行突破して脱出するよう進言したが、樊子蓋の強い反対で宇文述の策は採られなかった。やがて包囲が解けると、煬帝は太原に入り、人々は長安に帰還するよう求めたが、煬帝は難色を示した。宇文述は洛陽に向かうことを勧めて煬帝は従った。東都洛陽に入ると、宇文述はまた煬帝の顔色をうかがって江都への行幸を勧め、煬帝を喜ばせた。
大業12年（616年）10月、宇文述は江都で病没し、司徒・尚書令・十郡太守の位を追贈された。諡を恭といった。

## 伝記資料
- 『隋書』巻61 列伝第26「宇文述伝」
- 『北史』巻79 列伝第67「宇文述伝」